# Stefano Ballo
Stefano Ballo (Bolzano, 18 de febrero de 1993) es un deportista italiano que compite en natación, especialista en el estilo libre.
Ganó dos medallas en el Campeonato Europeo de Natación de 2021, en las pruebas de 4 × 200 m libre y 4 × 200 m libre mixto. Participó en los Juegos Olímpicos de Tokio 2020, ocupando el quinto lugar en la prueba de 4 × 200 m libre.

## Palmarés internacional
| Campeonato Europeo | Campeonato Europeo | Campeonato Europeo | Campeonato Europeo    |
| Año                | Lugar              | Medalla            | Prueba                |
| ------------------ | ------------------ | ------------------ | --------------------- |
| 2021               | Budapest (Hungría) | Medalla de plata   | 4 × 200 m libre mixto |
| 2021               | Budapest (Hungría) | Medalla de bronce  | 4 × 200 m libre       |